# Michel Joseph Maunoury

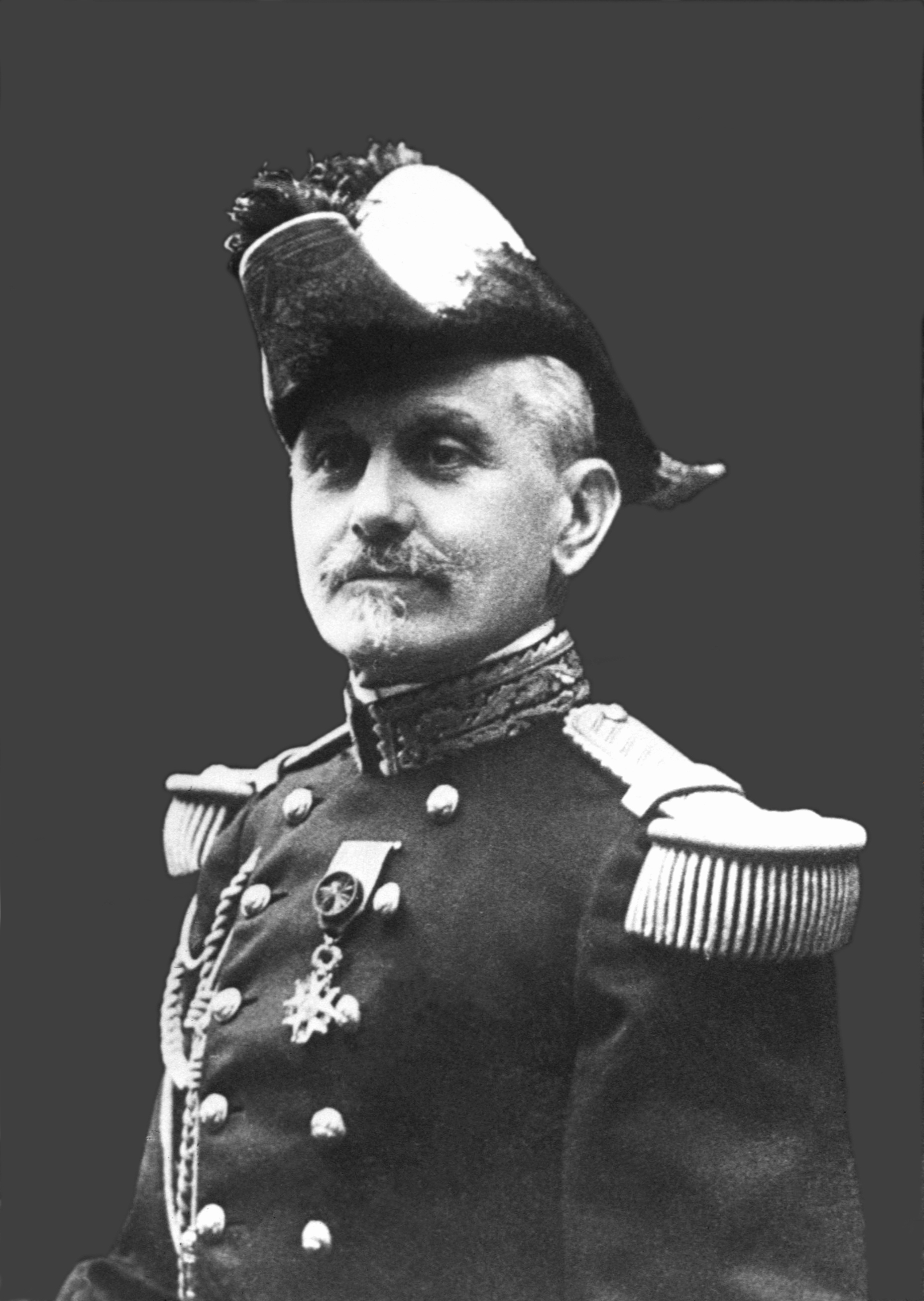
Michel Maunoury, 1914

Michel Joseph Maunoury (Maintenon, 17 dicembre 1847 – Fleury-les-Aubrais, 28 marzo 1923) è stato un generale francese, già comandante dell'École supérieure de guerre e membro del Conseil supérieur de la guerre, durante il corso della prima guerra mondiale fu comandante dell'Armée de Lorraine e poi della VIe Armée. Protagonista della prima battaglia della Marna, rimase gravemente ferito sul fronte dell'Aisne l'11 marzo 1915, venendo poi nominato Governatore Militare di Parigi (5 novembre 1915-4 aprile 1916) per volere di Aristide Briand. Fu uno dei rari generali invitati ad assistere alla firma del Trattato di Versailles, e dopo la sua morte fu promosso al grado di Maresciallo di Francia.

## Biografia
Nacque a Maintenon il 17 dicembre 1847, figlio di Charles Michel Alphonse (1816-1897), di professione medico, e di Joséphine Boullé (1826-1903). Nel 1867 dopo l'uscita dall'École polytechnique, divenne ufficiale d'artiglieria frequentando la Scuola d'applicazione dell'artiglieria, e del genio militare (École d'application de l'artillerie et du génie) nel 1869, uscendone con il grado di sottotenente. Durante la guerra franco-prussiana del 1870-1871 rimase ferito da una pallottola alla gamba destra il 2 dicembre ( battaglia di Champigny). Promosso capitano nel 1874, divenne istruttore d'equitazione.
Il 3 maggio 1876 sposò la signorina Blanche Rogier (1854-1939). Professore aggiunto al corso d'artiglieria presso l'École spéciale militaire de Saint-Cyr tra il 1881 ed il 1883, fu promosso maggiore nel 1886, e tenente colonnello nel 1893. Nel 1896 assunse l'incarico di Comandante militare del palazzo della Camera dei Deputati a Parigi, promosso colonnello nel 1897, e generale di brigata il 20 dicembre 1901. Elevato al rango di generale di divisione il 28 gennaio 1906, assunse l'incarico di comandante dell'artiglieria della Piazzaforte di Parigi, e poi di Comandante della Scuola Superiore di Guerra (École supérieure de guerre). Governatore militare di Parigi nel 1910 e membro del Conseil supérieur de la guerre, fu posto in riserva nel 1912.
Fu richiamato in servizio attivo all'età di 67 anni, l'11 agosto 1914, per assumere il comando della cosiddetta Armée de Lorraine, ma costruì il proprio posto nella storia in un settore differente del fronte, vicino a Parigi, durante la prima battaglia della Marna del settembre 1914.

### Comandante d'armata
Mentre, in ossequio al Piano XVII, il giorno 21 agosto, i nove corpi d'armata della IIIe e IVe Armée iniziavano la loro avanzata nel settore della Ardenne, il generale Joffre, comandante in capo dell'esercito francese, per evitare che si aprisse un varco tra la IIIe e la IIe Armée che aveva appena lanciato un infruttuoso attacco in Lorena, decise di costituire con unità di riserva una nuova armata, denominata Armée de Lorraine affidandone il comando al Generale Maunoury. La nuova grande unità iniziò a radunarsi a Verdun, costituita interamente da divisioni di riserva, quattro appartenenti al VII Corpo d'armata del generale Bonneau, e tre provenienti dalle riserve della IIIe Armée del generale Ruffey. Con l'Ordre Particuliere no. 18 emesso da Joffre il 21 agosto, si ordinava allArmée de Lorraine di attirare il più gran numero possibile di truppe tedesche e tenerle bloccate.
Travolta in pieno dall'attacco tedesco, la IIIe Armèe collassò,, e alle 13:30 del 22 agosto il generale Ruffey, che inizialmente non era a conoscenza dell'esistenza della nuova armata, chiese disperatamente aiuto. Furono inviate in soccorso la 54ª Divisione di fanteria della riserva, al comando di Jules Chailley, e la 67ª Divisione di fanteria della riserva al comando di Henri Marabail,, ma ciò non fu sufficiente a salvare l'offensiva lanciata da Ruffey.
Dopo l'incontro avvenuto a Saint Quentin la mattina del 26 agosto tra Sir John French, comandante BEF da una parte,, Joffre ed il generale Charles Lanrezac, comandante della Ve Armèe, dall'altra, il comandante dell'esercito francese venne a conoscenza dei rapporti sulla distruzione di parte del II Corpo d'armata inglese a Le Cateau, rimanendo profondamente turbato della debolezza del fianco sinistro dello schieramento alleato. Quella stessa notte emanò l'Instruction General No 2 ordinando la formazione di una nuova armata, la VIe Armèe, a Parigi, da impiegare come Massa di manovra, in cui sarebbe confluita parte della disciolta Armée de Lorraine. Anche l'appena costituita Armée d'Alsace, al comando del generale Paul Pau, fu disciolta, e le sue truppe andarono a formare una nuova grande unità, la IXe Armée, che fu affidata al comando del generale Ferdinand Foch.
Assunto il comando della nuova armata, come Capo di stato maggiore scelse un giovane ufficiale, Charles Théodore Brécard, destinato ad una brillante carriera. Dopo aver bloccato il 29 agosto le avanguardie della 1. Armee tedesca del generale von Kluck a Proyart (sulla Somme), l'armata si conformò al movimento di ritirata francese, mettendosi a disposizione del generale Gallieni, Governatore militare di Parigi. Il generale Gallieni intendeva sfruttare la VIe Armée per attaccare l'armata di von Kluck sul fianco scoperto. Il 5 settembre la VIe Armée passò l'Ourcq, e tra il 6 ed 7 settembre attaccò, insieme alla Ve, il fianco scoperto dell'armata tedesca tra Lizy e Mareuil, determinando l'origine dell'arresto dell'avanzata dell'ala destra nemica avventuratasi a sud della Marna. Con l'attacco del 6 settembre ebbe ufficialmente inizio la Prima battaglia della Marna. Per questa operazione il 18 settembre 1914 Maunoury divenne Cavaliere di Gran Croce dell'Ordine della Legion d'Onore.
Raggiunta Soissons il 12 settembre, l'avanzata della VIe Armée si arrestò, e in poco tempo il fronte occidentale si stabilizzò in una lunga linea continua dal mare al confine svizzero.
L'11 marzo 1915 Maunoury rimase gravemente ferito da una pallottola alla testa, rimanendo cieco, durante un giro di ispezione ad una trincea sul fronte dell'Aisne. Per volere di Aristide Briand ridiventò governatore militare di Parigi, sostituendo il generale Gallieni, e mantenne tale carica dal 5 novembre 1915 al 4 aprile 1916.
Presenziò alla firma del Trattato di Versailles, uno dei rari generali invitati ad assistervi; si spense nel Château d'Herbilly, comune di Mer (Loir-et-Cher), il 28 marzo 1923.
Il 31 dello stesso mese fu elevato, postumo, al rango di Maresciallo di Francia. I funerali si svolsero a Mer in presenza dei Marescialli Joffre e Foch, e del Ministro dell'Interno Maurice Maunoury (suo cugino). Il suo corpo fu tumulato presso l'Hôtel des Invalides di Parigi il 13 maggio 1931.
Un monumento in suo onore fu eretto a Mer, in Piazza 11 Novembre 1918, il 15 agosto 1928. Una vetrata intitolata "Souvenir de la victoire de l'Ourcq en 1914" si trova presso la chiesa di Notre-Dame du Raincy, talvolta chiamata "La Vierge aux Taxis", e rappresenta il Maresciallo Maunoury insierme a Foch e Gallieni. Un edificio dell'École polytechnique di Palaiseau porta il suo nome, così come il viale principale di Blois e una ex caserma cittadina trasformata in zona residenziale. Altre vie gli sono state intitolate presso la Cité des Aveugles nel quartiere di Valrose, a Nizza, e a nella cittadina di Chartres.

## Onorificenze

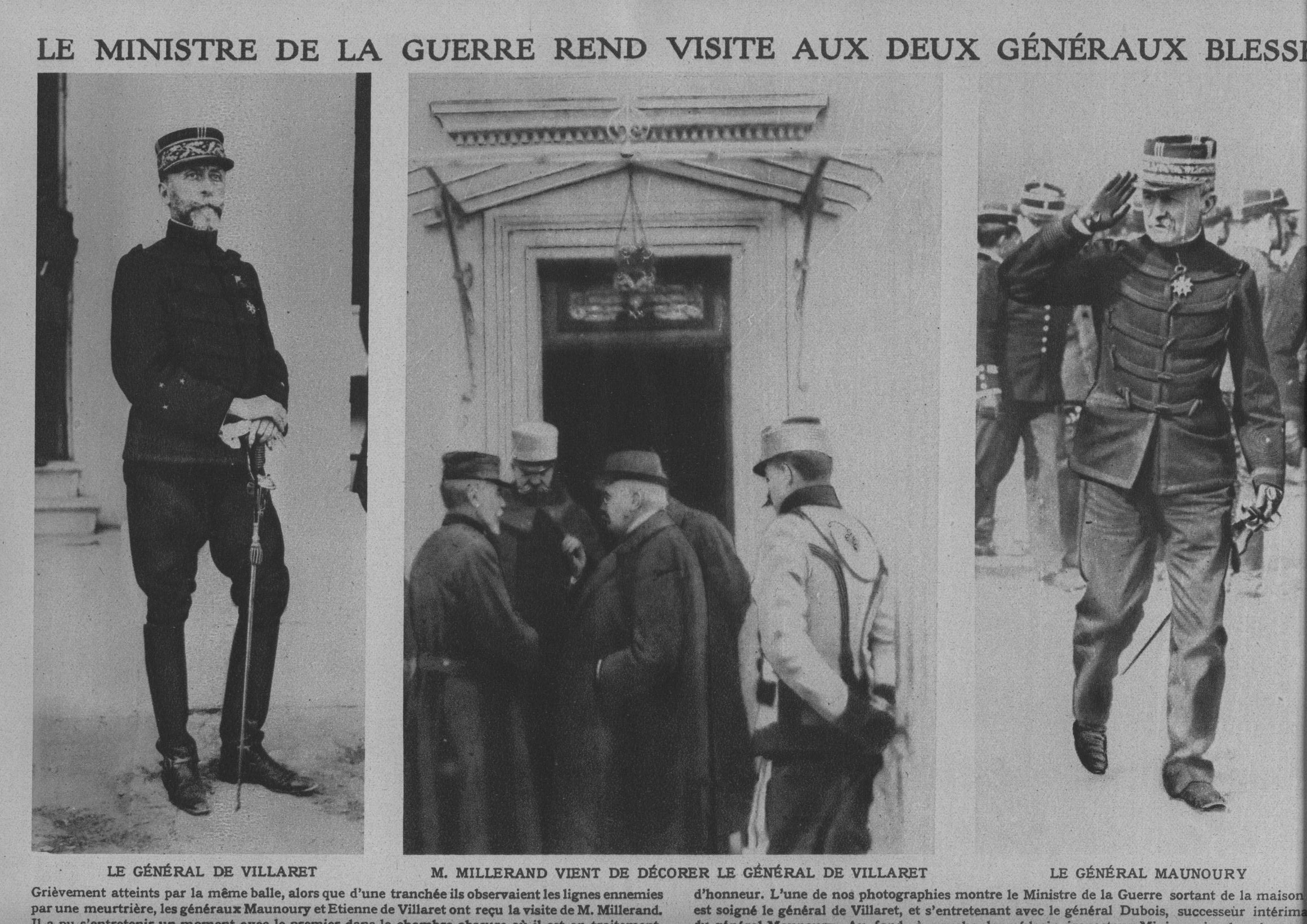
Il generale Maunoury riceve la visita di Millerand con a sinistra il generale Étienne de Villaret, rimasto ferito nella stessa occasione.